# Acrocephalus
Acrocephalus es un género de aves paseriformes perteneciente a la familia Acrocephalidae. Sus miembros, que se denominan carriceros y carricerines, suelen habitar áreas palustres y anidan en los tallos de los carrizos propios de estos lugares. Se distribuyen por todo el mundo, excepto América y las zonas polares.

## Especies

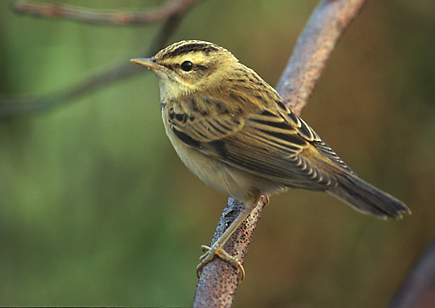
Acrocephalus schoenobaenus.

Se reconocen las siguientes especies:
- Acrocephalus griseldis – carricero de Basora;
- Acrocephalus brevipennis – carricero de Cabo Verde;
- Acrocephalus rufescens – carricero rufo;
- Acrocephalus gracilirostris – carricero picofino;
- Acrocephalus newtoni – carricero malgache;
- Acrocephalus sechellensis – carricero de Seychelles;
- Acrocephalus rodericanus – carricero de Rodrigues;
- Acrocephalus arundinaceus – carricero tordal;
- Acrocephalus orientalis – carricero oriental;
- Acrocephalus stentoreus – carricero estentóreo;
- Acrocephalus australis – carricero australiano;
- Acrocephalus familiaris – carricero familiar;
- Acrocephalus luscinius – carricero ruiseñor;
- Acrocephalus hiwae – carricero de Saipán;
- Acrocephalus nijoi – carricero Aguiján †;
- Acrocephalus yamashinae – carricero de Pagán †;
- Acrocephalus astrolabii – carricero de astrolabio †;
- Acrocephalus rehsei – carricero de Nauru;
- Acrocephalus syrinx – carricero de las Carolinas;
- Acrocephalus aequinoctialis – carricero de Kiritimati;
- Acrocephalus percernis – carricero de las Marquesas septentrionales;
- Acrocephalus caffer – carricero de Tahití;
- Acrocephalus longirostris – carricero de Moorea †;
- Acrocephalus musae – carricero de Huahine †;
- Acrocephalus mendanae – carricero de las Marquesas;
- Acrocephalus atyphus – carricero de Tuamotú;
- Acrocephalus kerearako – carricero de las Cook;
- Acrocephalus rimitarae – carricero de Rimitara;
- Acrocephalus taiti – carricero de Henderson;
- Acrocephalus vaughani – carricero de la Pitcairn;
- Acrocephalus bistrigiceps – carricerín cejinegro;
- Acrocephalus melanopogon – carricerín real;
- Acrocephalus paludicola – carricerín cejudo;
- Acrocephalus schoenobaenus – carricerín común;
- Acrocephalus sorghophilus – carricerín estriado;
- Acrocephalus concinens – carricero de Swinhoe;
- Acrocephalus tangorum – carricerín manchú;
- Acrocephalus orinus – carricero picudo;
- Acrocephalus agricola – carricero agrícola;
- Acrocephalus dumetorum – carricero de Blyth;
- Acrocephalus scirpaceus – carricero común;
- Acrocephalus baeticatus – carricero africano;
- Acrocephalus palustris – carricero políglota.